# Golden Globe Award för bästa kvinnliga huvudroll – drama
Detta är en lista över vilka som har tilldelats en Golden Globe Award i klassen bästa kvinnliga huvudroll – drama.

## 1940-talet
- 1943 - Jennifer Jones för rollen som Bernadette Soubirous i Sången om Bernadette
- 1944 - Ingrid Bergman för rollen som Paula Alquist Anton i Gasljus
- 1945 - Ingrid Bergman för rollen som syster Mary Benedict i Klockorna i S:t Mary
- 1946 - Rosalind Russell för rollen som syster Elizabeth Kenny i Att offra allt
- 1947 - Rosalind Russell för rollen som Lavinia Mannon i Mourning Becomes Electra
- 1948 - Jane Wyman för rollen som Belinda MacDonald i Våld i mörker
- 1949 - Olivia de Havilland för rollen som Catherine Sloper i Arvtagerskan

## 1950-talet
- 1950 - Gloria Swanson för rollen som Norma Desmond i Sunset Boulevard
- 1951 - Jane Wyman för rollen som LouLou Mason i Blå slöjan
- 1952 - Shirley Booth för rollen som Lola Delaney i Kom tillbaka, lilla Sheba
- 1953 - Audrey Hepburn för rollen som prinsessan Ann i Prinsessa på vift
- 1954 - Grace Kelly för rollen som Georgie Elgin i Mannen du gav mig
- 1955 - Anna Magnani för rollen som Serafina Delle Rose i Den tatuerade rosen
- 1956 - Ingrid Bergman för rollen som Anna "Anastasia" Koreff i Anastasia
- 1957 - Joanne Woodward för rollen som Eve White / Eve Black / Jane i Evas tre ansikten
- 1958 - Susan Hayward för rollen som Barbara Graham i Jag vill leva!
- 1959 - Elizabeth Taylor för rollen som Catherine Holly i Plötsligt i somras

## 1960-talet
- 1960 - Greer Garson för rollen som Eleanor Roosevelt i Sunrise at Campobello
- 1961 - Geraldine Page för rollen som Alma Winemiller i Flyende sommar
- 1962 - Geraldine Page för rollen som Alexandra Del Lago i Ungdoms ljuva fågel
- 1963 - Leslie Caron för rollen som Jane Fosset i Rum för obemärkt
- 1964 - Anne Bancroft för rollen som Jo Armitage i Fjärde gången gillt
- 1965 - Samantha Eggar för rollen som Miranda Grey i Samlaren
- 1966 - Anouk Aimée för rollen som Anne Gauthier i En man och en kvinna
- 1967 - Edith Evans för rollen som Maggie Ross i Rösterna
- 1968 - Joanne Woodward för rollen som Rachel Cameron i Rachel, Rachel
- 1969 - Geneviève Bujold för rollen som Anne Boleyn i De tusen dagarnas drottning

## 1970-talet
- 1970 - Ali MacGraw för rollen som Jennifer Cavalleri i Love Story
- 1971 - Jane Fonda för rollen som Bree Daniels i Klute – en smart snut
- 1972 - Liv Ullmann för rollen som Kristina i Utvandrarna
- 1973 - Marsha Mason för rollen som Maggie Paul i Sjömannen och gatflickan
- 1974 - Gena Rowlands för rollen som Mabel Longhetti i En kvinna under påverkan
- 1975 - Louise Fletcher för rollen som syster Ratched i Gökboet
- 1976 - Faye Dunaway för rollen som Diana Christensen i Network
- 1977 - Jane Fonda för rollen som Lillian Hellman i Julia
- 1978 - Jane Fonda för rollen som Sally Hyde i Hemkomsten
- 1979 - Sally Field för rollen som Norma Rae Webster i Norma Rae

## 1980-talet
- 1980 - Mary Tyler Moore för rollen som Beth Jarrett i En familj som andra
- 1981 - Meryl Streep för rollen som Sarah / Anna i Den franske löjtnantens kvinna
- 1982 - Meryl Streep för rollen som Sophie Zawistowska i Sophies val
- 1983 - Shirley MacLaine för rollen som Aurora Greenway i Ömhetsbevis
- 1984 - Sally Field för rollen som Edna Spalding i En plats i mitt hjärta
- 1985 - Whoopi Goldberg för rollen som Celie Johnson i Purpurfärgen
- 1986 - Marlee Matlin för rollen som Sarah Norman i Bortom alla ord
- 1987 - Sally Kirkland för rollen som Anna i Anna
- 1988
  - Jodie Foster för rollen som Sarah Tobias i Anklagad
  - Shirley MacLaine för rollen som Yuvline Sousatzka i Madame Sousatzka
  - Sigourney Weaver för rollen som Dian Fossey i De dimhöljda bergens gorillor
- 1989 - Michelle Pfeiffer för rollen som Susie Diamond i De fantastiska Baker Boys

## 1990-talet
- 1990 - Kathy Bates för rollen som Annie Wilkes i Lida
- 1991 - Jodie Foster för rollen som Clarice Starling i När lammen tystnar
- 1992 - Emma Thompson för rollen som Margaret Schlegel i Howards End
- 1993 - Holly Hunter för rollen som Ada McGrath i Pianot
- 1994 - Jessica Lange för rollen som Carly Marshall i Blue Sky
- 1995 - Sharon Stone för rollen som Ginger McKenna i Casino
- 1996 - Brenda Blethyn för rollen som Cynthia Rose Purley i Hemligheter och lögner
- 1997 - Judi Dench för rollen som drottning Viktoria i Hennes majestät Mrs. Brown
- 1998 - Cate Blanchett för rollen som drottning Elizabeth I i Elizabeth
- 1999 - Hilary Swank för rollen som Brandon Teena i Boys Don't Cry

## 2000-talet
- 2000 - Julia Roberts för rollen som Erin Brockovich i Erin Brockovich
- 2001 - Sissy Spacek för rollen som Ruth Fowler i In the Bedroom
- 2002 - Nicole Kidman för rollen som Virginia Woolf i Timmarna
- 2003 - Charlize Theron för rollen som Aileen Wuornos i Monster
- 2004 - Hilary Swank för rollen som Maggie Fitzgerald i Million Dollar Baby
- 2005 - Felicity Huffman för rollen som Bree Osbourne i Transamerica
- 2006 - Helen Mirren för rollen som Elizabeth II i The Queen
- 2007 - Julie Christie för rollen som Fiona Anderson i Away from Her
- 2008 - Kate Winslet för rollen som April Wheeler i Revolutionary Road
- 2009 - Sandra Bullock för rollen som Leigh Anne Tuohy i The Blind Side

## 2010-talet
- 2010 - Natalie Portman för rollen som Nina Sayers i Black Swan
- 2011 - Meryl Streep för rollen som Margaret Thatcher i Järnladyn
- 2012 - Jessica Chastain för rollen som Maya i Zero Dark Thirty
- 2013 - Cate Blanchett för rollen som Jeanette "Jasmine" Francis i Blue Jasmine
- 2014 - Julianne Moore för rollen som Dr. Alice Howland i Still Alice
- 2015 - Brie Larson för rollen som Joy "Ma" Newsome i Room
- 2016 - Isabelle Huppert för rollen som Michèle Leblanc i Elle
- 2017 - Frances McDormand för rollen som Mildred Hayes i Three Billboards Outside Ebbing, Missouri
- 2018 - Glenn Close för rollen som Joan Castleman i filmen The Wife
- 2019 - Renée Zellweger för rollen som Judy Garland i filmen Judy

## 2020-talet
- 2020 - Andra Day för rollen som Billie Holiday i filmen The United States vs. Billie Holiday[1]
- 2021 - Nicole Kidman för rollen som Lucille Ball i filmen Being the Ricardos